# Reila
"Reila" (estilizado como reila) é o sétimo single da banda japonesa de rock The Gazette, lançado em 3 de março de 2005 pela PS Company em três edições. 
A canção não foi incluída em nenhum álbum de estúdio, mas figurou no álbum de compilação de 2011 Traces Best of 2005-2009 e foi regravada para o Traces Vol.2 de 2017. Já o videoclipe entrou para a compilação de clipes Film Bug I de 2006.
Em uma pesquisa entre os leitores do site JRock News, "Reila" foi a segunda canção mais votada como a melhor de The Gazette.

## Lançamento
Em dezembro de 2004, foi anunciado o novo single "Reila", junto com a divulgação do terceiro ato da série de turnês Royal Disorder. Foi lançado em 3 de março de 2005 em três edições, chamadas "[Reila] Lesson G", "[Reila] Lesson O" e "[Reila] Lesson D". As duas primeiras foram limitadas a dez mil cópias e acompanham uma faixa bônus distinta, enquanto a terceira contém apenas a faixa principal e o lado B, "Shunsetsu no Koro" (春雪の頃). Em 23 de novembro de 2005 "[Reila] Lesson D" teve um relançamento, dessa vez acompanhando um videoclipe da canção.

## Estilo musical
O site de música CD Journal relatou que o single representa uma mudança completa em relação aos trabalhos "agressivos" anteriores da banda, com "Reila" sendo uma "balada com ênfase no som do violão".
A letra de ambas as faixas foi escrita pelo vocalista Ruki e "Shunsetsu no Koro" (春雪の頃) foi composta pelo guitarrista Uruha.

## Desempenho comercial
O single alcançou a oitava posição na Oricon Singles Chart e permaneceu na parada por sete semanas. Foi o primeiro trabalho da banda a alcançar o top 10 da Oricon. Vendeu 38,823 cópias enquanto esteve na parada.

## Faixas
[Reila] Lesson. G
| N.º | Título                         | Duração |  |
| 1.  | "Reila"                        | 7:49    |  |
| 2.  | "Shunsetsu no Koro" (春雪の頃) | 5:46    |  |
| 3.  | "Akai Kodou" (赫い鼓動)        | 4:54    |  |

[Reila] Lesson. O
| N.º | Título                                    | Duração |  |
| 1.  | "Reila"                                   | 7:49    |  |
| 2.  | "Shunsetsu no Koro" (春雪の頃)            | 5:46    |  |
| 3.  | "Uzuku Aza to Igamu Ura" (疼く痣と歪む裏) | 4:17    |  |

[Reila] Lesson. D
| N.º | Título                         | Duração |  |
| 1.  | "Reila"                        | 7:49    |  |
| 2.  | "Shunsetsu no Koro" (春雪の頃) | 5:46    |  |

| DVD do relançamento |                                |         |  |
| N.º                 | Título                         | Duração |  |
| 1.                  | "Reila" (PV Making-of Feature) |         |  |

## Ficha técnica
- Ruki – vocais
- Uruha – guitarra solo
- Aoi – guitarra rítmica
- Reita – baixo
- Kai – bateria